# Acosmeryx hoenei
Acosmeryx hoenei is een vlinder uit de familie van de pijlstaarten (Sphingidae). De wetenschappelijke naam van de soort werd in 1937 gepubliceerd door Rudolf Mell.